# Weetos
Weetos est une marque de céréales de petit-déjeuner commercialisées par la Weetabix Food Company. Ce sont des anneaux de blé complet chocolatés enrichis en vitamines D.
Sa mascotte est le Professeur Weetos, un savant fou d'abord représenté avec de la plasticine, puis en images de synthèse, présumément à l'origine de la recette des Weetos.

## Figurines et jouets
Ces céréales commercialisées en France dans le début des années 1990 remportent un certain succès auprès des enfants, notamment grâce aux figurines souvent offertes dans les paquets.
De nombreuses licences étaient représentées, des Trolls aux Razmoket, en passant par la série d'animation Watership Down.